# دیر العدس
دیر العدس (به عربی: دیر العدس) یک روستا در سوریه است که در استان درعا واقع شده‌است. دیر العدس ۳٬۲۷۳ نفر جمعیت دارد و ۸۰۰ متر بالاتر از سطح دریا واقع شده‌است.